# خورخي فابريغاس
خورخي فابريغاس (بالإنجليزية: Jorge Fábregas) هو لاعب كرة قاعدة أمريكي، ولد في 13 مارس 1970 في ميامي في الولايات المتحدة.

## وصلات خارجية
- خورخي فابريغاس على موقعبيزبول رفرنس.كوم (الدوري الرئيسي) (الإنجليزية)
- خورخي فابريغاس على موقع مشجعي الرسوم البيانية (الإنجليزية)